# Ālūnī
Ālūnī (persiska: آلونی) är en ort i Iran.   Den ligger i provinsen Chahar Mahal och Bakhtiari, i den centrala delen av landet, 500 km söder om huvudstaden Teheran. Ālūnī ligger 1 849 meter över havet och antalet invånare är 2 297.
Terrängen runt Ālūnī är varierad.Runt Ālūnī är det ganska glesbefolkat, med 38 invånare per kvadratkilometer. Ālūnī är det största samhället i trakten. Omgivningarna runt Ālūnī är i huvudsak ett öppet busklandskap.